# 명인 (소설)
《명인》(일본어: 名人)은 일본의 소설가인 가와바타 야스나리의 소설로, 특이하게 바둑을 소재로 하고 있다. 이 소설의 소재가 된 바둑은 혼인보 슈사이 명인의 은퇴 기념 공식 대국으로서 1938년 6월 26일부터 당해 12월 4일까지 약 6개월에 거쳐 기타니 미노루를 상대로 두어졌다. 작품 속에서 기타니 미노루는 오타케(大竹)라는 이름으로 등장하고, 작가의 분신은 우라카미라는 이름으로 등장한다.

## 같이 보기
- 국제 바둑 연맹